# صحراء نيري
صحراء نيري (بالإنجليزية:Nyiri Desert) وتدعى أيضا نيكا أو تاروديسرت، هي صحراء تقع إلى الجنوب من كينيا، وهي تقع أيضا إلى الشرق من بحيرة ماغادي وبين كل من أمبوسيلي، تسافو، غرب نيروبي (حدائق وطنية كينية)، ويقع الارتفاع في نسبة مساحة الأراضي في منطقة كاجيادو من صحراء نيري، وينتج الجفاف الذي يجتاح الصحراء عن طريق ظل المطر القادم من جبل كليمنجارو.